# Iwo Odrowąż

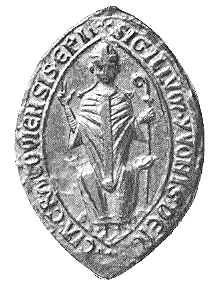
Siegel

Iwo Odrowąż (* um 1160; † 21. Juli 1229 in Modena) war Bischof von Krakau.

## Leben und Werk
Iwo stammte aus südpolnischem Hochadel, dem Geschlecht der Odrowąż. Er war Sohn des Krakauer Kastellans Saul Odrowąż. Zum Studium ging er nach Paris und Italien. Dort lernte er die späteren Päpste Honorius III. und Innozenz III. kennen. 1218 wurde er Bischof von Krakau. Nach dem Tod des Erzbischofs von Gnesen Henryk Kietlicz kandidierte er um dessen Amt, welches er auch mit der päpstlichen Bulle vom 4. November 1219 erhielt. Aus unbekannten Gründen trat er das Amt des Erzbischofs von Gnesen nicht an, sondern blieb in Krakau. Er stiftete zahlreiche Kirchen in und um Krakau. 1220 holte er die Hospitaliter vom Heiligen Geist und 1222 den Dominikanerorden aus Bologna nach Krakau. Sein Neffe Hyazinth von Polen wurde einer der ersten Mönche des Ordens. Ebenfalls 1222 holte er die Zisterzienser nach Mogila bei Krakau. Er förderte auch bereits bestehende Klöster der Zisterzienser und Norbertinerinnen in seinem Bistum. Zudem förderte er die Ansiedlung von neuen Siedlern in seinem Bistum im Rahmen der deutschen Ostsiedlung. Ihm gehörte die älteste bekannte polnische Privatbibliothek, die er nach seinem Tod der Wawel-Kathedrale vermachte. 1226 zerstritt er sich mit dem Breslauer Bischof Lorenz. 1227 nahm er an der Zusammenkunft in Gąsawa teil, bei der Leszek I. ermordet wurde. 1229 reiste er zu Papst Gregor IX. nach Italien, um neue Klostergründungen zu besprechen. Er verstarb auf dem Rückweg in Modena. Seine sterblichen Überreste brachte Vinzenz von Kielcza nach Krakau. Er wurde in der Krakauer Dominikanerbasilika beigesetzt.